# Agnese di Gesù
Agnese di Gesù, detta di Langeac, al secolo Agnès Galand (Le Puy-en-Velay, 17 novembre 1602 – Langeac, 19 ottobre 1634), è stata una religiosa francese. Priora del monastero domenicano di Santa Caterina a Langeac, fu beatificata da papa Giovanni Paolo II nel 1994.

## Biografia
Nata in una famiglia di modeste condizioni ma molto devota, fin dall'infanzia mostrò una certa propensione alla vita religiosa. Il 4 ottobre 1623 entrò come conversa tra le domenicane del monastero di Santa Caterina a Langeac ed emise la professione religiosa come corista il 2 febbraio 1625: fu maestra delle novizie e poi, per due mandati consecutivi, priora.
Esercitò una certa influenza su Jean-Jacques Olier, fondatore dei sulpiziani e riformatore dei seminari in Francia.

## Il culto
Morì in odore di santità e la sua popolarità crebbe dopo la morte, grazie anche alla fama di miracoli.
Il processo di canonizzazione ebbe inizio nel 1698 per richiesta di Luigi XIV e l'introduzione della causa ebbe luogo nel 1713. Il 20 novembre 1994, nella basilica di San Pietro in Vaticano, papa Giovanni Paolo II l'ha solennemente proclamata beata.
Il suo elogio si legge nel martirologio romano al 19 ottobre.